# ジャレッド・ブルックス
ジャレッド・ブルックス（Jarred Brooks、1993年5月2日 - ）は、アメリカ合衆国の男性総合格闘家。インディアナ州ワルシャワ出身。マッシュ・ファイトチーム所属。元ONE世界ストロー級王者。

## 来歴

### レスリング
幼少期にレスリングを始める。高校時代には113ポンドで全米1位にランクされ、大学では4年生時に35戦全勝の成績を残し州王者に輝いた。大学時代の通算成績は139勝6敗。

### 総合格闘技
アマチュア総合格闘技で28勝1敗の戦績を残した後、2014年にプロ総合格闘技デビュー。パンクラスやWSOF等の団体に参戦し、12戦全勝の戦績を残した。

### UFC
2017年7月29日、UFC初参戦となったUFC 214でエリック・シェルトンと対戦し、2-1の判定勝ち。
2017年10月28日、UFC Fight Night: Brunson vs. Machidaでデイブソン・フィゲイレードと対戦し、1-2の判定負け。キャリア14戦目で初黒星を喫した。
2018年6月1日、UFC Fight Night: Rivera vs. Moraesでホセ・トーレスと対戦し、2Rにスラムを仕掛けた際に自爆して頭を打ちKO負け。

### RIZIN
2019年8月18日、RIZIN初参戦となったRIZIN.18で越智晴雄と対戦し、開始11秒に偶発的なバッティングでノーコンテストとなった。
2019年12月29日、BELLATOR JAPANのRIZIN提供試合で越智晴雄と再戦し、3-0の判定勝ち。

### ONE Championship
2021年11月26日、ONE初参戦となったONE Championship: NextGen IIIでリト・アディワンと対戦し、肩固めで2R一本勝ち。
2022年1月28日、ONE Championship: Only the Braveでストロー級ランキング4位の箕輪ひろばと対戦し、3-0の判定勝ち。
2022年4月22日、ONE 156でストロー級ランキング1位のボカン・マスンヤネと対戦し、リアネイキドチョークで1R一本勝ち。

#### ONE世界王座獲得
2022年12月3日、ONE 164のONE世界ストロー級タイトルマッチで王者ジョシュア・パシオに挑戦し、3-0の5R判定勝ち。王座獲得に成功した。
2023年8月5日、ONE Fight Night 13: Allazov vs. GrigorianでONE世界フライ級サブミッション・グラップリング王者のマイキー・ムスメシに挑戦し、アームバーで一本負けを喫し王座獲得と2種目制覇に失敗した。
2024年3月1日、ONE 166のONE世界ストロー級タイトルマッチで前王者ジョシュア・パシオと再戦し、1R序盤にスラムでパシオを投げるも、その際にパシオの頭部がマットに激突したことでスパイキングによる反則負けとなり王座から陥落し、反則という後味の悪い形で雪辱ならびにパシオの王座返り咲きを許す格好となってしまった。
2024年8月3日、ONE Fight Night 24: Brooks vs. BalartのONE世界ストロー級暫定王座決定戦でグスタボ・バラートと対戦する予定だったが、対戦相手のバラートがストロー級の契約体重125ポンド（56.7kg）を1ポンド体重超過したため計量失格、試合は126ポンド（57.15kg）のキャッチウェイトかつバラートがブルックスにファイトマネーの25%を支払いブルックスが勝利した場合のみ暫定王座を獲得する変則ルールで行われ、1R終盤にリアネイキドチョークで一本勝ちを収め暫定ながら王座返り咲きを果たした。
2024年12月7日、ONE Fight Night 26: Lee vs. Rasulovでリース・マクラーレンとフライ級契約のノンタイトルで対戦し、0-3の判定負け。
2025年2月20日、ONE 171: QatarのONE世界ストロー級王座統一戦で正規王者のジョシュア・パシオとラバーマッチを行い、パウンドで2RTKO負け。王座統一ならびに正規での王座返り咲きに失敗し、ブルックスの暫定王座はパシオの正規王座に吸収される形で消滅した。

## 戦績

### 総合格闘技
| 総合格闘技 戦績 | 総合格闘技 戦績 | 総合格闘技 戦績 | 総合格闘技 戦績 | 総合格闘技 戦績 | 総合格闘技 戦績 | 総合格闘技 戦績 |
| --------------- | --------------- | --------------- | --------------- | --------------- | --------------- | --------------- |
| 27 試合         | (T)KO           | 一本            | 判定            | その他          | 引き分け        | 無効試合        |
| 21 勝           | 2               | 9               | 10              | 0               | 0               | 1               |
| 5 敗            | 2               | 0               | 2               | 1               | 0               | 1               |

| 勝敗 | 対戦相手                   | 試合結果                                       | 大会名                                                                    | 開催年月日     |
| ×    | ジョシュア・パシオ         | 2R 4:22 TKO（グラウンドパンチ）                | ONE 171: Qatar 【ONE世界ストロー級王座統一戦】                            | 2025年2月20日  |
| ×    | リース・マクラーレン       | 5分3R終了 判定1-2                              | ONE Fight Night 26                                                        | 2024年12月7日  |
| ○    | グスタボ・バラート         | 1R 4:39 リアネイキドチョーク                   | ONE Fight Night 24: Brooks vs. Balart 【ONE世界ストロー級暫定王座決定戦】 | 2024年8月3日   |
| ×    | ジョシュア・パシオ         | 1R 0:56 反則負け（スパイキング）               | ONE 166 【ONE世界ストロー級タイトルマッチ】                               | 2024年3月1日   |
| ○    | ジョシュア・パシオ         | 5分5R終了 判定3-0                              | ONE 164: Pacio vs. Brooks 【ONE世界ストロー級タイトルマッチ】             | 2022年12月3日  |
| ○    | ボカン・マスンヤネ         | 1R 4:39 リアネイキドチョーク                   | ONE 156: Eersel vs. Sadikovic                                             | 2022年4月22日  |
| ○    | 箕輪ひろば                 | 5分3R終了 判定3-0                              | ONE Championship: Only the Brave                                          | 2022年1月28日  |
| ○    | リト・アディワン           | 2R 3:07 肩固め                                 | ONE Championship: NextGen III                                             | 2021年11月26日 |
| ○    | 越智晴雄                   | 5分3R終了 判定3-0                              | BELLATOR JAPAN                                                            | 2019年12月29日 |
| ○    | ビクター・アルタミラノ     | 2R 4:19 リアネイキドチョーク                   | Warrior Xtreme Cagefighting 83                                            | 2019年10月30日 |
| －   | 越智晴雄                   | 1R 0:10 ノーコンテスト（偶発的なバッティング） | RIZIN.18                                                                  | 2019年8月18日  |
| ○    | ロベルト・サンチェス       | 5分3R終了 判定2-1                              | UFC 228: Woodley vs. Till                                                 | 2018年9月8日   |
| ×    | ホセ・トーレス             | 2R 2:55 KO（スラム）                           | UFC Fight Night: Rivera vs. Moraes                                        | 2018年6月1日   |
| ×    | デイブソン・フィゲイレード | 5分3R終了 判定1-2                              | UFC Fight Night: Brunson vs. Machida                                      | 2017年10月28日 |
| ○    | エリック・シェルトン       | 5分3R終了 判定2-1                              | UFC 214: Cormier vs. Jones 2                                              | 2017年7月29日  |
| ○    | 潤鎮魂歌                   | 2R 1:23 KO（パンチ）                           | Pancrase 281                                                              | 2016年10月2日  |
| ○    | コーリー・シモンズ         | 1R 2:36 リアネイキドチョーク                   | Fight Night at the Island: Saunders vs. Volkmann                          | 2016年9月9日   |
| ○    | エリック・ヴォ             | 1R 3:05 リアネイキドチョーク                   | PC MMA: Pinnacle Combat 23                                                | 2016年4月29日  |
| ○    | クリス・ミア               | 5分3R終了 判定3-0                              | WFCA 16: Grand Prix Akhmat                                                | 2016年3月12日  |
| ○    | 猿丸ジュンジ               | 2R 3:29 TKO（パウンド）                        | WSOF GC 2: Japan 1                                                        | 2016年2月7日   |
| ○    | アブディエル・ヴェラスケス | 5分3R終了 判定3-0                              | House of Fame 4: Florida vs. Georgia 【HOFフライ級タイトルマッチ】        | 2015年10月29日 |
| ○    | トレバー・ウォード         | 5分3R終了 判定3-0                              | Michiana Fight League 38                                                  | 2015年6月11日  |
| ○    | ジョーイ・ディール         | 5分3R終了 判定3-0                              | Michiana Fight League 37                                                  | 2015年3月28日  |
| ○    | CJ・ハミルトン             | 5分3R終了 判定2-1                              | Alpha One Sports: IT Fight Series 30                                      | 2015年1月30日  |
| ○    | マーショーン・ヒューズ     | 1R 0:57 肩固め                                 | Legends of Fighting 55                                                    | 2014年11月21日 |
| ○    | アーサー・パーカー         | 1R 1:23 リアネイキドチョーク                   | Absolute Fighting Championship 22                                         | 2014年9月19日  |
| ○    | クリス・カタラ             | 1R 0:21 サブミッション                         | Xplode Fight Series: Lock Down                                            | 2014年8月9日   |

### グラップリング
| 勝敗 | 対戦相手           | 試合結果           | 大会名                                                                                                  | 開催年月日   |
| ×    | マイキー・ムスメシ | 1R 7:30 アームバー | ONE Fight Night 13: Allazov vs. Grigorian 【ONEサブミッショングラップリング世界フライ級タイトルマッチ】 | 2023年8月5日 |

## 獲得タイトル
- HOFフライ級王座（2015年）
- 第8代ONE世界ストロー級王座（2022年）
- ONE世界ストロー級暫定王座（2024年）